# 里奥哈
里奥哈，是西班牙安达卢西亚自治区阿尔梅里亚省的一个市镇。 总面积36km2, 总人口1199人（2001年），人口密度33人/km2。